# 長生村
長生村（ちょうせいむら）は、千葉県の東部に位置し、長生郡に属する村。
千葉県における唯一の村であるが、人口は（2024年１１月1日時点の推計で）13044人と（#人口） 、長生郡の中では最も人口が多い。

## 地理
千葉県東部に位置し、太平洋（外房）に面し、九十九里平野（九十九里浜）の南部に位置する。地形は緩やかで起伏は少ない。
今後発生が予測される南海トラフ巨大地震の際には、最大8mの津波が到達することが予想されている。
村域には農業用水用の溜池が点在している。
県庁所在地である千葉市から約30キロメートルの距離である。東京都の都心から60 - 70キロメートル圏内であり、都市雇用圏における東京都市圏に含まれる。隣接する茂原市への通勤率は26.1%（平成22年国勢調査）

### 隣接する自治体
- 茂原市
- 長生郡
  - 一宮町
  - 睦沢町
  - 白子町

### 地名
大字地番
- 入山津（いりやまづ）
- 岩沼（いわぬま）
- 驚（おどろき）
- 金田（かねだ）
- 北水口（きたみよぐち）
- 小泉（こいずみ）
- 曽根（そね）
- 中之郷（なかのごう）
- 七井土（なないど）
- 信友（のぶとも）
- 一松（ひとつまつ）
- 一松甲（ひとつまつこう）
- 一松乙（ひとつまつおつ）
- 一松丙（ひとつまつへい）
- 一松丁（ひとつまつてい）
- 一松戊（ひとつまつぼ）
- 本郷（ほんごう）
- 宮成（みやなり）
- 水口（みよぐち）
- 藪塚（やぶつか）

## 歴史

### 沿革
- 1898年（明治31年）3月25日 - 岩沼駅（現在の八積駅）が開業。
- 1953年（昭和28年）5月18日 - 国道128号が制定。
- 1953年（昭和28年）11月3日 - 高根村・一松村・八積村が合併し長生村が発足。
- 1972年（昭和47年）6月17日 - 九十九里有料道路が供用開始。

### 行政区域変遷
- 変遷の年表

| 長生村村域の変遷（年表） | 長生村村域の変遷（年表） | 長生村村域の変遷（年表） |
| 年                       | 月日                     | 現長生村村域に関連する行政区域変遷 |
| ------------------------ | ------------------------ | --- |
| 1889年（明治22年）       | 4月1日                   | 町村制施行により、以下の村がそれぞれ発足が発足。 - - 高根本郷村 ← 高根本郷村・曽根村・中之郷村・小泉村・宮成村と 六ッ野村・北高根村・一ッ松村・岩沼村の各飛地村 - 八積村 ← 金田村・宮原村・信友村・岩沼村・七井土村・水口村下・北水口村・藪塚村村 - 一松村 ← 一ッ松村単独で村制施行 |
| 1897年（明治30年）       | 4月1日                   | 長柄郡は上埴生郡と合併し長生郡となる。 |
| 1941年（昭和16年）       | 2月11日                  | 高根本郷村が合併し高根村になる。 |
| 1953年（昭和28年）       | 11月3日                  | 高根村・一松村・八積村が合併し長生村が発足。 |
| 1954年（昭和29年）       | 4月1日                   | 長生村の一部（一松の一部字船頭給）は一宮町に編入。 |
| 1955年（昭和30年）       | 4月1日                   | 長生村の一部（一松の一部字新地）は一宮町に編入。 |
| 1955年（昭和30年）       | 9月30日                  | 長生村（旧八積村）大字宮原が一宮町に編入。 |

- 変遷表

| 長生村村域の変遷表 | 長生村村域の変遷表 | 長生村村域の変遷表  | 長生村村域の変遷表 | 長生村村域の変遷表        | 長生村村域の変遷表           | 長生村村域の変遷表                                                                               | 長生村村域の変遷表 | 長生村村域の変遷表 |
| 1868年 以前        | 1868年 以前        | 明治元年 - 明治22年 | 明治22年 4月1日    | 明治22年 - 昭和19年       | 明治22年 - 昭和19年          | 昭和20年 - 昭和64年                                                                              | 平成元年 - 現在    | 現在               |
| ------------------ | ------------------ | ------------------- | ------------------ | ------------------------- | ---------------------------- | ------------------------------------------------------------------------------------------------ | ------------------ | ------------------ |
|                    | 高根本郷村         | 明治2年 高根本郷村  | 高根本郷村         | 明治30年4月1日 長生郡発足 | 昭和16年2月11日 高根村に改称 | 昭和28年11月3日 長生村                                                                           | 長生村             | 長生村             |
|                    | 原村               | 明治2年 高根本郷村  | 高根本郷村         | 明治30年4月1日 長生郡発足 | 昭和16年2月11日 高根村に改称 | 昭和28年11月3日 長生村                                                                           | 長生村             | 長生村             |
|                    | 曽根新田           | 明治元年 曽根村     | 高根本郷村         | 明治30年4月1日 長生郡発足 | 昭和16年2月11日 高根村に改称 | 昭和28年11月3日 長生村                                                                           | 長生村             | 長生村             |
|                    | 天子丸村           | 明治4年 中之郷村    | 高根本郷村         | 明治30年4月1日 長生郡発足 | 昭和16年2月11日 高根村に改称 | 昭和28年11月3日 長生村                                                                           | 長生村             | 長生村             |
|                    | 小泉村             |                     | 高根本郷村         | 明治30年4月1日 長生郡発足 | 昭和16年2月11日 高根村に改称 | 昭和28年11月3日 長生村                                                                           | 長生村             | 長生村             |
|                    | 宮成村             |                     | 高根本郷村         | 明治30年4月1日 長生郡発足 | 昭和16年2月11日 高根村に改称 | 昭和28年11月3日 長生村                                                                           | 長生村             | 長生村             |
|                    | 金田村             | 金田村              | 八積村             | 明治30年4月1日 長生郡発足 | 八積村                       | 昭和28年11月3日 長生村                                                                           | 長生村             | 長生村             |
|                    | 信友村             |                     | 八積村             | 明治30年4月1日 長生郡発足 | 八積村                       | 昭和28年11月3日 長生村                                                                           | 長生村             | 長生村             |
|                    | 岩沼村             |                     | 八積村             | 明治30年4月1日 長生郡発足 | 八積村                       | 昭和28年11月3日 長生村                                                                           | 長生村             | 長生村             |
|                    | 七井土村           |                     | 八積村             | 明治30年4月1日 長生郡発足 | 八積村                       | 昭和28年11月3日 長生村                                                                           | 長生村             | 長生村             |
|                    | 水口村             |                     | 八積村             | 明治30年4月1日 長生郡発足 | 八積村                       | 昭和28年11月3日 長生村                                                                           | 長生村             | 長生村             |
|                    | 北水口村           |                     | 八積村             | 明治30年4月1日 長生郡発足 | 八積村                       | 昭和28年11月3日 長生村                                                                           | 長生村             | 長生村             |
|                    | 藪塚村             |                     | 八積村             | 明治30年4月1日 長生郡発足 | 八積村                       | 昭和28年11月3日 長生村                                                                           | 長生村             | 長生村             |
|                    | 一ッ松村           | 一ッ松村            | 一松村             | 明治30年4月1日 長生郡発足 | 一松村                       | 昭和28年11月3日 長生村                                                                           | 長生村             | 長生村             |
|                    | 一ッ松村           | 一ッ松村            | 一松村             | 明治30年4月1日 長生郡発足 | 一松村                       | 昭和28年11月3日 長生村 昭和29年4月1日 字船頭給は一宮町に編入 昭和30年4月1日 字新地は一宮町に編入 | 一宮町             | 一宮町             |
|                    | 宮原村             | 宮原村              | 八積村 の一部      | 明治30年4月1日 長生郡発足 | 八積村の一部                 | 昭和28年11月3日 長生村 昭和30年9月30日 一宮町に編入                                              | 一宮町             | 一宮町             |

## 人口
平成27年国勢調査より前回調査からの人口増減をみると、2.66%減の14,359人であり、増減率は千葉県下54市町村中26位、60行政区域中32位。
| |                                        |  |
| 長生村と全国の年齢別人口分布（2005年） | 長生村の年齢・男女別人口分布（2005年） |  |
| ■紫色 ― 長生村 ■緑色 ― 日本全国 | ■青色 ― 男性 ■赤色 ― 女性              |  |
| 長生村（に相当する地域）の人口の推移 \| 1970年（昭和45年） \| 9,353人 \| \| \| 1975年（昭和50年） \| 9,674人 \| \| \| 1980年（昭和55年） \| 10,132人 \| \| \| 1985年（昭和60年） \| 10,636人 \| \| \| 1990年（平成2年） \| 11,155人 \| \| \| 1995年（平成7年） \| 13,133人 \| \| \| 2000年（平成12年） \| 13,892人 \| \| \| 2005年（平成17年） \| 14,543人 \| \| \| 2010年（平成22年） \| 14,752人 \| \| \| 2015年（平成27年） \| 14,359人 \| \| \| 2020年（令和2年） \| 13,803人 \| \| |                                        |  |
| 総務省統計局 国勢調査より |                                        |  |
| 1970年（昭和45年） | 9,353人                                |  |
| 1975年（昭和50年） | 9,674人                                |  |
| 1980年（昭和55年） | 10,132人                               |  |
| 1985年（昭和60年） | 10,636人                               |  |
| 1990年（平成2年） | 11,155人                               |  |
| 1995年（平成7年） | 13,133人                               |  |
| 2000年（平成12年） | 13,892人                               |  |
| 2005年（平成17年） | 14,543人                               |  |
| 2010年（平成22年） | 14,752人                               |  |
| 2015年（平成27年） | 14,359人                               |  |
| 2020年（令和2年） | 13,803人                               |  |

人口は長く増加傾向にあったが、現在は減少に転じている。また2021年現在、沖縄県中頭郡読谷村、茨城県那珂郡東海村、沖縄県中頭郡中城村、福島県西白河郡西郷村、沖縄県中頭郡北中城村、茨城県稲敷郡美浦村に次ぎ、全国で7番目に人口の多い村である。

## 行政

### 村長
- 村長：小髙陽一
平成24年7月17日 -

### 村議会
- 議長：欠員（東間永次が2023年6月まで務めたが、部下に対する傷害事件で逮捕、罰金20万円に処せられたため議長、議員を辞職した）
- 副議長：欠員（木嶋晴一が23年6月まで務めた。東間と同様に不祥事の責任をとり、議員辞職した）

#### 県議会
- 千葉県議会
- 選挙区：長生郡選挙区
- 定数：1名

#### 国政
- 衆議院
  - 選挙区：全域が千葉県第11区に属する。
- 参議院
  - 選挙区：千葉県選挙区に属する。

## 経済
- 農業   
  - 村の農産物には「長生（ながいき）トマト」があり、長生からその名を付けた「ながいきブランド」としてJA長生で販売されている。
  - 村の基幹作物である水稲栽培では、アイガモを水田に放して米作りをするアイガモ農法によるコシヒカリの生産がおこなわれており、生産者は南部アイガモ農法研究会という団体を作り、「アイガモオーナー制度」を導入し広くアイガモ農法を広めている。
  - 畑では、蕎麦の栽培が行われており、「ながいきそば」という名前で親しまれている。

- ガス事業
  - 南関東ガス田帯域に属するため、この天然ガスを利用したガス開発と[5]、長生地域を含め千葉県全体で国内生産量の75%、世界生産量でチリに続く世界第2位の生産量にあたる30%のヨウ素生産が行われている[6][7][8]。

- 製造業
  - 双葉電子工業の国内生産拠点と独身社員寮がある。同社からの事業者税および従業員からの税収が当村の主な収益源となっている。

- ふるさと納税
  - 2018年度のふるさと納税額は千葉県内でトップである[9]。

## 地域

### 施設
文化施設
- 長生村文化会館
  - 図書室、700人収容のホール、プラネタリウムなどを併設している。プラネタリウムは常時上映しているわけではないので、問い合わせが必要。

宿泊施設
村内には観光者向けの民宿・宿泊施設が点在している。
- 主な宿泊施設[10]
  - オーシャンスパ九十九里 太陽の里

### 教育

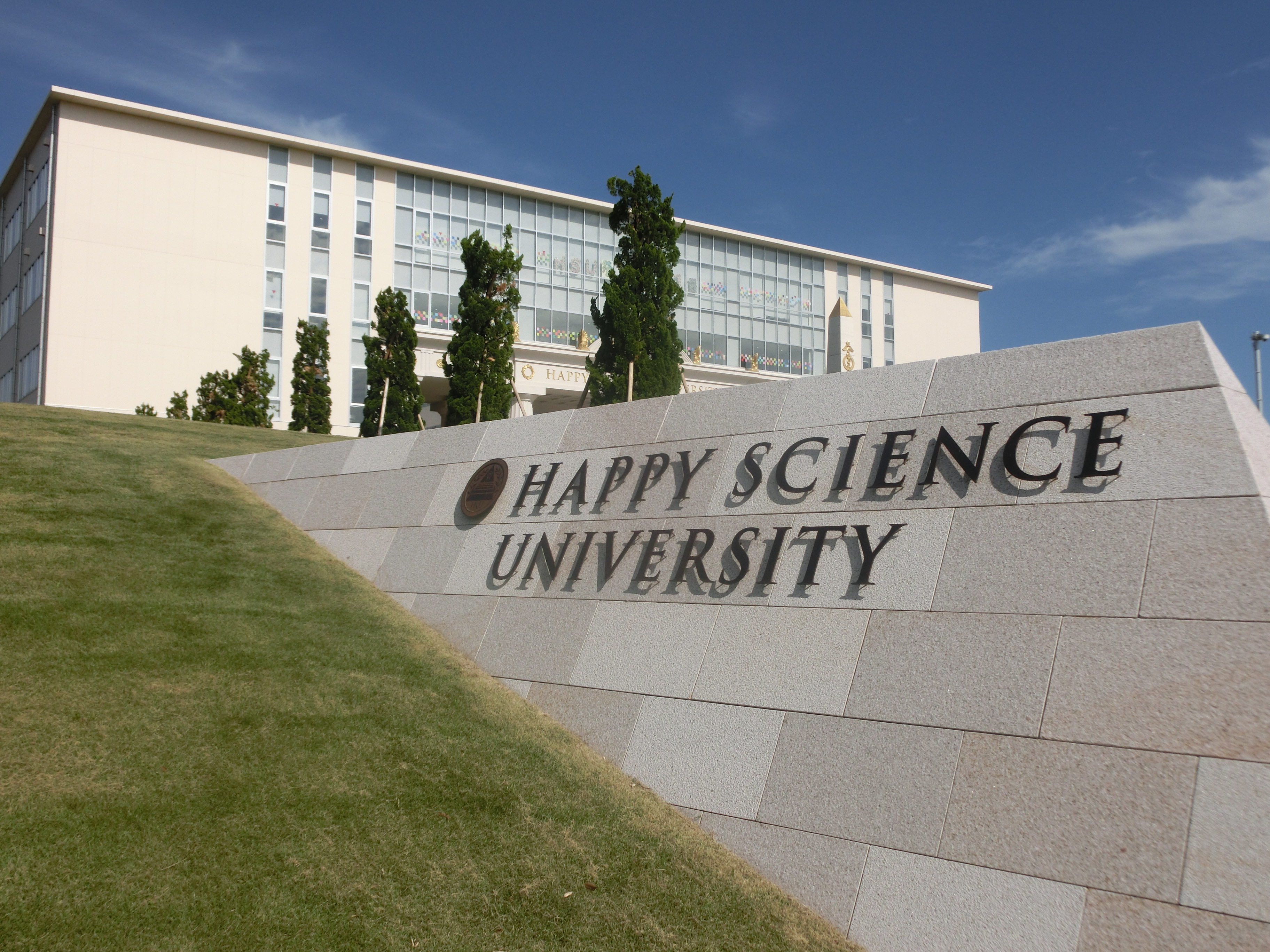
Happy Science University

#### 中学校
- 長生村立長生中学校

#### 小学校
- 長生村立一松小学校
- 長生村立八積小学校
- 長生村立高根小学校

#### 無認可校
- ハッピー・サイエンス・ユニバーシティ

## 交通

### 鉄道

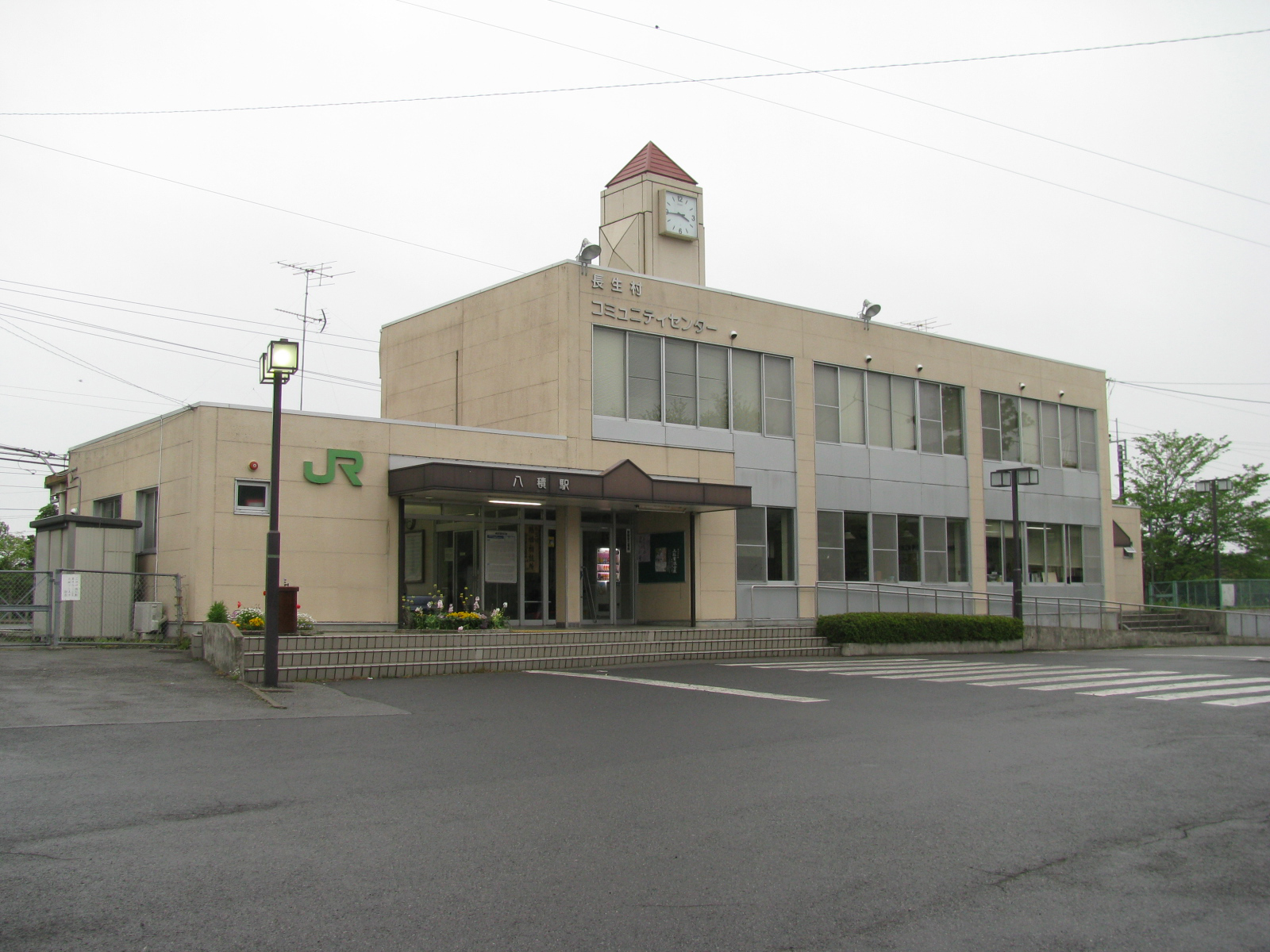
八積駅（JR東日本）と長生村コミュニティセンター

中心となる駅：八積駅
- 東日本旅客鉄道（JR東日本）
  - ■ 外房線
    - 八積駅

### 路線バス
- 小湊鉄道

### 道路
- 有料道路
  - 九十九里有料道路
- 一般国道
  - 国道128号（房総横断道路）
- 主要地方道
  - 千葉県道30号飯岡一宮線（九十九里ビーチライン）
  - 千葉県道84号茂原長生線
  - 千葉県道85号茂原夷隅線
- 一般県道
  - 千葉県道123号一宮片貝線
  - 千葉県道227号八積停車場線
  - 千葉県道293号茂原環状線
- 自転車道
  - 千葉県道402号長生茂原自転車道線
  - 千葉県道405号九十九里一宮大原自転車道線
- その他
  - 長生いきいきロード

## 名所・旧跡・観光スポット・祭事・催事

### 名所・旧跡
- 本養寺
- 本延寺 - 長生村指定文化財の多宝塔がある。
- 陽光寺 - 応永12年（1405年）日仙の開山で創建。
- 大法寺 - 永禄4年（1561年）日精の開山で創建。
- 万福寺 - 天文3年（1534年）日演の開山で創建。山号は円聚山。
- 宮前寺 - 天文3年（1534年）日正の開山で創建。山号は神力山。
- 法輪寺 - 文明元年（1469年）日安の開山で創建。山号は高郷山。明治16年（1883年）現在の寺号に改めた。
- 関根寺 - 応永30年（1423年）東光院日顕の開山で創建。山号は実相山。
- 東泉寺 - 永正6年（1509年）日衆の開山で創建。山号は栄海山。日海（藻原寺5世）はこの寺へ隠居した。

### 観光スポット

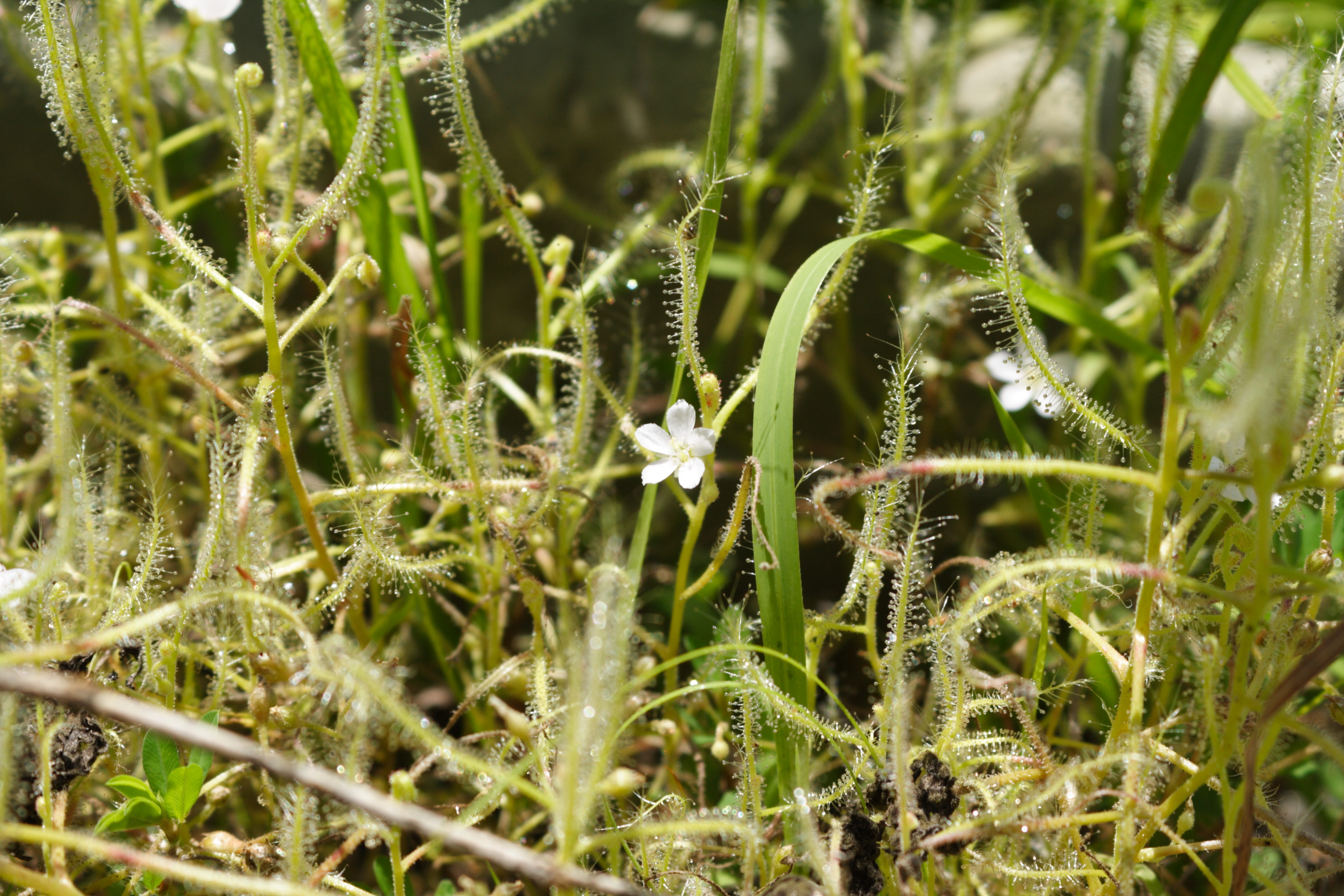
尼ヶ台総合公園湿生植物園で保護されているナガバノイシモチソウの花と捕虫葉（2009年7月26日）

- 尼ヶ台総合公園 - 春は桜、秋にはケヤキの紅葉が楽しめる公園。通年で、園内の湿生植物園で湿生植物を鑑賞できる(茂原・八積湿原 )

#### 海水浴場
海浜レクリエーション地として知られ、夏季には海水浴客で賑う。
- 九十九里浜
  - 一松海水浴場

### 祭事・催事
- 長生村ながいきフェスタ
- 上総十二社祭り

### 文化財
千葉県指定登録文化財一覧。
| 番号 | 指定・登録 | 類別           | 名称           | 所在地                                         | 所有者または管理者   | 指定年月日      | 備考 |
| ---- | ---------- | -------------- | -------------- | ---------------------------------------------- | -------------------- | --------------- | ---- |
| 1    | 県指定     | 無形民俗文化財 | 岩沼の獅子舞   | 長生郡長生村岩沼（皇産霊神社）                 | 岩沼の獅子舞保存会   | 昭和36年6月9日  |      |
| 2    | 県指定     | 無形民俗文化財 | 上総十二社祭り | 長生郡一宮町・茂原市・長生村・いすみ市・睦沢町 | 上総十二社祭り保存会 | 平成15年3月28日 |      |

## 出身有名人
- 石井準一（参議院議員）
- 小林正則（プロゴルファー）
- 木島良輔（元プロサッカー選手）
- 山ノ井拓己（プロサッカー選手）